# Radio-televizija Vojvodine
Radiotelevizija Vojvodine (RTV) (srpski: Радио Телевизија Војводине (РТВ) or Radio Televizija Vojvodine (RTV), mađarski: "Vajdasági rádió és televízió", slovački: Radio Televizia Vojvodiny, hrvatski: "Radio Televizija Vojvodine", rumunjski: "Radioteleviziunea Voevodina", rusinski: "Радіо Телебачення Воєводини") je javni radiodifuzijski servis građana Vojvodine. Emitira televizijski, radijski i multimedijalni program. Sjedište je u Novom Sadu.
Ova medijska kuća nekad je nosila ime Radio televizija Novi Sad. 1992. je postala dijelom Radiotelevizije Srbije.

## Povijest
Radio Novi Sad je nastao 1949. godine. Program je počeo s emitiranjem na Dan republike 29. studenog 1949. Program se emitirao na srpskohrvatskom jeziku i jezicima nacionalnih manjina (mađarski, slovački, rumunjski i rusinski.
1965. godine izgrađen je Studio M.
1971. osniva se Televitija Novi Sad a emitiranje iz nove zgrade na Mišeluku, na Fruškoj Gori, započinje 26. studenog 1976. godine. Posljednje prostorije veličine 23000 četvornih metara su usjeljene 1996. godine.
Televizijaje program emitirala na srpskohrvatskom, mađarskom, slovačkom, rumunjskom, rusinskom a potom i na romskom i ukrajinskom.
1. siječnja 1992. raspadom sustava JRT i donošenjem novog zakona, na području Republike Srbije dolazi do stvaranja RTS koji se sastojao od Radio Televizija Beograd, Radio Televizija Novi Sad i Radio Televizija Priština.
Za vrijeme bombardiranja 1999. uništena je zgrada RTNS na Mišeluku kao i predajnici po Vojvodini. Zgrada je blagovrijemeno evakuirana te nije bilo žrtava ali je pričinjena ogromna materijalna šteta te je uništena većina tehnike i arhive koju je RTNS posjedovala. Također, teško je postradao predajnik na Iriškom vencu koji je prestao s emitiranjem televizijskog i radijskog signala. Od tada pa do današnjeg dana RTV radi u najmljenim prostorijama bivše zgrade NIS u Novom Sadu. U planu je izgradnja nove zgrade RTV na mjestu srušene zgrade.
26. lipnja 2006. dolazi po podjele RTS-a na dva dijela - Radio Televiziju Srbije, kao nacionalnog medisjkog servisa za područje uže Srbije i na Radio Televiziju Vojvodine kao nacionalnog medijskog servisa za područje Vojvodine.
Danas RTV emitira i radijski i televizijski program na sedam jezika, između ostalog i na hrvatskom jeziku, koju priprema šestočlana redakcija.
Televizija ima dva programa - 
- RTV 1, na srpskom jeziku
- RTV 2, na srpskom i jezicima nacionalnih manjina

Radio emitira tri programa -
- RNS 1, na srpskom jeziku
- RNS 2, na mađarskom jeziku
- RNS 3, na jezicima ostalih nacionalnih manjina (slovački, rusinski, hrvatski, rumunjski, romski)

## Hrvatska redakcija
Hrvatsko je vodstvo godinama neuspješno pregovaralo sa starim vodstvom Radio i televizije Novi Sad radi uspostave hrvatskog programa. Staro je vodstvo odbijalo uzeti u obzir potrebe i interese hrvatske zajednice. Kad se imenovalo novo vodstvo, došlo je dopozitivnih promjena.
Od 2006. godine, hrvatska emisija «Prizma» emitira se na RTV Novi Sad. To je postignuto sukladno dogovoru Hrvatskog nacionalnog vijeća (krovnog tijela hrvatske manjine u Srbiji) i vodstva vojvođanske radio i televizije, listopada 2006. preko RTV počeo se emitirati program na hrvatskom jeziku. Na prijedlog HNV RS uređivao ga je dugogodišnji novinar iz Vrbasa, Dragan Jurakić.
Nakon što se to dugo najavljivalo, 1. ožujka 2010. je drugi program Radiotelevizije Vojvodine započeo emitirati redoviti program na hrvatskom jeziku. Prvo će se svakog dana od 17.45 emitirati informativne sadržaje iz Vojvodine u svezi s hrvatskom manjinom. Planira se raditi emisije političkog, društvenog i kulturnog sadržaja, a do konca lipnja 2010. se očekuje da će se oformiti i Uredništvo na hrvatskom jeziku na RTV Vojvodine. Veliku ulogu u ovom događaju je imala promjena rukovodstva na RTV Vojvodine koje je bilo "recidivom 1990-ih", a drugi čimbenik je bio donošenje Statuta Vojvodine koji je uveo i hrvatski jezik kao službeni jezik u Vojvodini. 4. ožujka 2011. bilo je najavljeno formiranje uredništva, raspisivanje natječaja za urednika i usvajanje programske sheme programa na hrvatskom jeziku Radio Novog Sada, a procedure su trebale biti gotove do travnja 2011.
Program na hrvatskom na Radiju Novi Sad proizvodi se od 10. ožujka 2012. godine. Urednica je profesorica filozofije iz Subotice Jelena Tumbas. Program čine prilozi i vijesti koji se tiču isključivo hrvatske zajednice u Vojvodini. Program se može pratiti na frekvencijama RNS 3 ili preko interneta, izravno sa stranica Radio-televizije Vojvodine, ili s vremenskim pomakom putem poveznice na stranicama Hrvatskog nacionalnog vijeća.
Na televizijskom programu, RTV šest dana u tjednu emitira dnevnik na hrvatskom jeziku i dvije emisije tjedno kolažnog tipa.

## Vanjske poveznice
- Službene stranice (srpski)
- Dnevnik na hrvatskom jeziku RTV 18 02 2013  Kanal novinara Siniše Jurića